# Ghatterga, Afzalpur
Ghatterga là một làng thuộc tehsil Afzalpur, huyện Gulbarga, bang Karnataka, Ấn Độ.